# Gonomyia (Leiponeura) secespita
Gonomyia (Leiponeura) secespita is een tweevleugelige uit de familie steltmuggen (Limoniidae). De soort komt voor in het Neotropisch gebied.